# Matteo Tosi (compositeur)
Pour les articles homonymes, voir Tosi.
Matteo Tosi (Rimini, 3 juin 1884 – Rimini, 21 décembre 1959) est un prêtre, compositeur et maître de chapelle italien.

## Biographie
Il est né à Corpolò, près de Rimini, en 1884. Après des études dans les séminaires de Pennabilli et Rimini, en 1907, il a été ordonné prêtre par Mgr Vincenzo Scozzoli. Entre 1919 et 1923, après sa participation à la Première Guerre mondiale, il a été nommé maître de chapelle et organiste à la cathédrale de Velletri. Il a ensuite vécu à Rome pendant trois ans, faisant partie de la Schola Polifonica Romana, dirigé par Raffaele Casimiri (it), qui l'a gardé en tant que co-directeur de la prestigieuse Cappella Musicale Lateranense.
En novembre 1926, il a été appelé par le patriarche de Venise Pietro La Fontaine, pour prendre la direction de l'ancienne et prestigieuse Cappella Marciana. Il a occupé ce poste pendant douze ans, jusqu'en 1938, quand il a décidé de retourner à Rimini en tant que directeur de la Chapelle et chanoine de la cathédrale, refusant de prendre part à des compétitions dans d'autres villes comme Palerme.

## Compositions
Compositeur prolifique et apprécié, il a écrit des chansons qui à l'époque ont connu un certain succès, reproduites dans diverses recueils. Sa production comprend vingt messes et plus de deux cents autres œuvres dont des psaumes, des hymnes, des motets.
Sa messe de Requiem à 4 et 8 voix est très connue. C'est grâce à elle, qu'il a remporté un concours national parrainé par la Reale Accademia Filarmonica Romana.
Parmi ses compositions les plus importantes, on trouve :
- Messa Jubilate Deo a 2 voci pari;
- Messa Inclyta Patrona a 2 voci miste;
- Messa Sicut lilium in onore della Beata Maria Goretti, a 2 voci uguali;
- Messa giubilare Pio papa XI a 4 voci miste;
- Messa in onore di S. Giovanni Bosco a 3 voci miste;
- Messa da Requiem a 3 voci virili;
- Piccola Messa Funebre a 2 voci puerili o anche miste.

## Source de la traduction
- (it) Cet article est partiellement ou en totalité issu de l’article de Wikipédia en italien intitulé « Matteo Tosi (compositore) » (voir la liste des auteurs).